# Artamus monachus
Andorinha-do-bosque-de-celebes ou andorinha-do-mato-da-celebes (Artamus monachus) é uma espécie de ave da família Artamidae.
É endémica da Indonésia.
Os seus habitats naturais são: florestas subtropicais ou tropicais húmidas de baixa altitude e regiões subtropicais ou tropicais húmidas de alta altitude.